# Пиковский сельсовет
Пиковский сельсовет — сельское поселение в Чаплыгинском районе Липецкой области.
Административный центр — село Пиково.

## Население
| 2010 | 2012 | 2013 | 2014 | 2015 | 2016 | 2017 |
| ---- | ---- | ---- | ---- | ---- | ---- | ---- |
| 546  | ↘534 | ↗549 | ↘537 | ↘512 | ↘507 | ↘497 |
| 2018 | 2021 |      |      |      |      |      |
| ↗500 | ↘491 |      |      |      |      |      |

По данным переписи 2010 года в Пиковском сельсовете проживали 546 человек, из них 252 мужчины и 294 женщины.

## Состав сельского поселения
В состав сельского поселения входят 3 населённых пункта:
| № | Населённый пункт | Тип населённого пункта       | Население |
| - | ---------------- | ---------------------------- | --------- |
| 1 | Журавинки        | село                         | ↘154      |
| 2 | Заново           | железнодорожная станция      | ↘16       |
| 3 | Пиково           | село, административный центр | ↗376      |